# Arthur H. Vinal
Arthur H. Vinal (1854-1923) fue un arquitecto estadounidense que vivió y trabajó en Boston, Massachusetts. Vinal comenzó una asociación con Henry F. Starbuck en 1877; la empresa se separó cuando Starbuck se mudó. Vinal fue arquitecto de la ciudad de Boston desde 1884 hasta 1887. Además de sus edificios públicos, Vinal diseñó numerosas residencias en Boston y en los suburbios cercanos (no todas, o incluso la mayoría, de estilo neorrománico).

## Trabajos principales
- Iglesia Metodista, Farmington, Maine (1877)
- Bangor Opera House, Bangor, Maine (1881)
- 23 Warren Avenue, Boston, MA (1881)
- 29 Melville Avenue, Dorchester, MA, estilo de tejas, (1884)
- Mt. Kineo House Hotel, en Mount Kineo, Lago Moosehead, Maine (inaugurado el 29 de julio de 1884)
- Estación de bomberos y de policía de Back Bay, 941-955 Boylston Street, Boston (1886, Románico richardsoniano)
- Embalse Fisher Hill, Brookline, Massachusetts (1887)
- Templo Iglesia Bautista de Dorchester (1889, estilo de tejas)
- Biblioteca Calais, Calais, Maine (inaugurada el 4 de julio de 1893)
- 158, 160, 162, 164, 166, 168, 170, 172, 174, San Botolph Street, Boston, MA (1894)
- Edificio de apartamentos, 492-498 Massachusetts Avenue y 779-781 Tremont Street, South End de Boston (1897)
- 69, 71, 73, 75, 77, 79, 81, 83, 85, 87, 89, 91, 93, 95, 97, 99, 101, 103, 015, 107, 109, 111, 113 Gainsborough Street, Boston, MA (1900)
- 114, 116, 118, 120 Hemenway Street, Boston, MA (1900)
- 76. 78. 80. 82. 84. 86. 88. 90. 92, 94, 96, 98, 100, 102, 104, 106, 108, 110 Gainsborough Street, Boston, MA (1902)
- Teatro GlobeTheatre (burlesque y posterior sala de cine B), más tarde conocido como el Centro y la Pagoda, 690 Washington Street, Boston (1903, Renacimiento francés)

## Imágenes

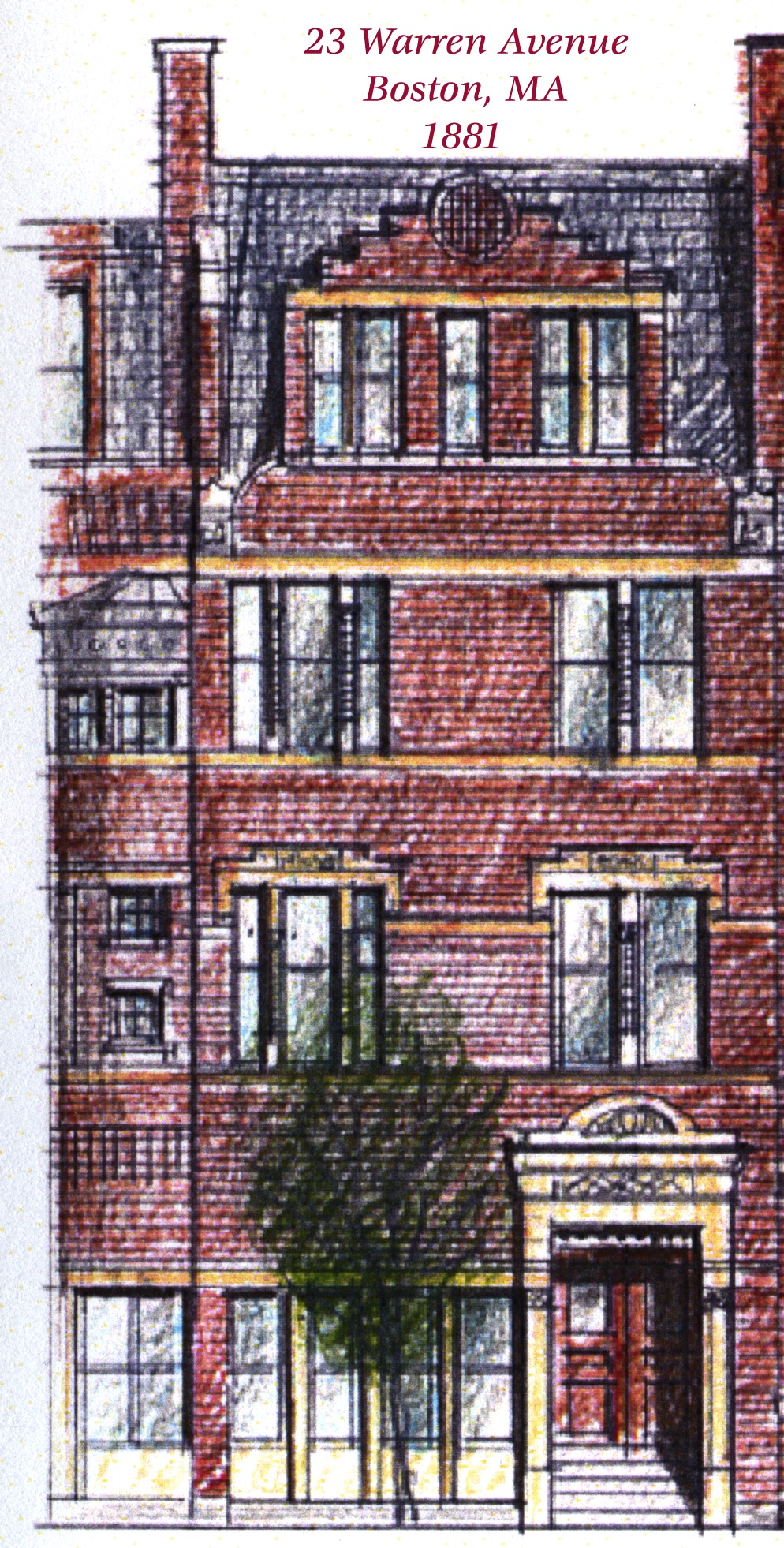
23 Warren Ave (South End) Boston, MA, 1881
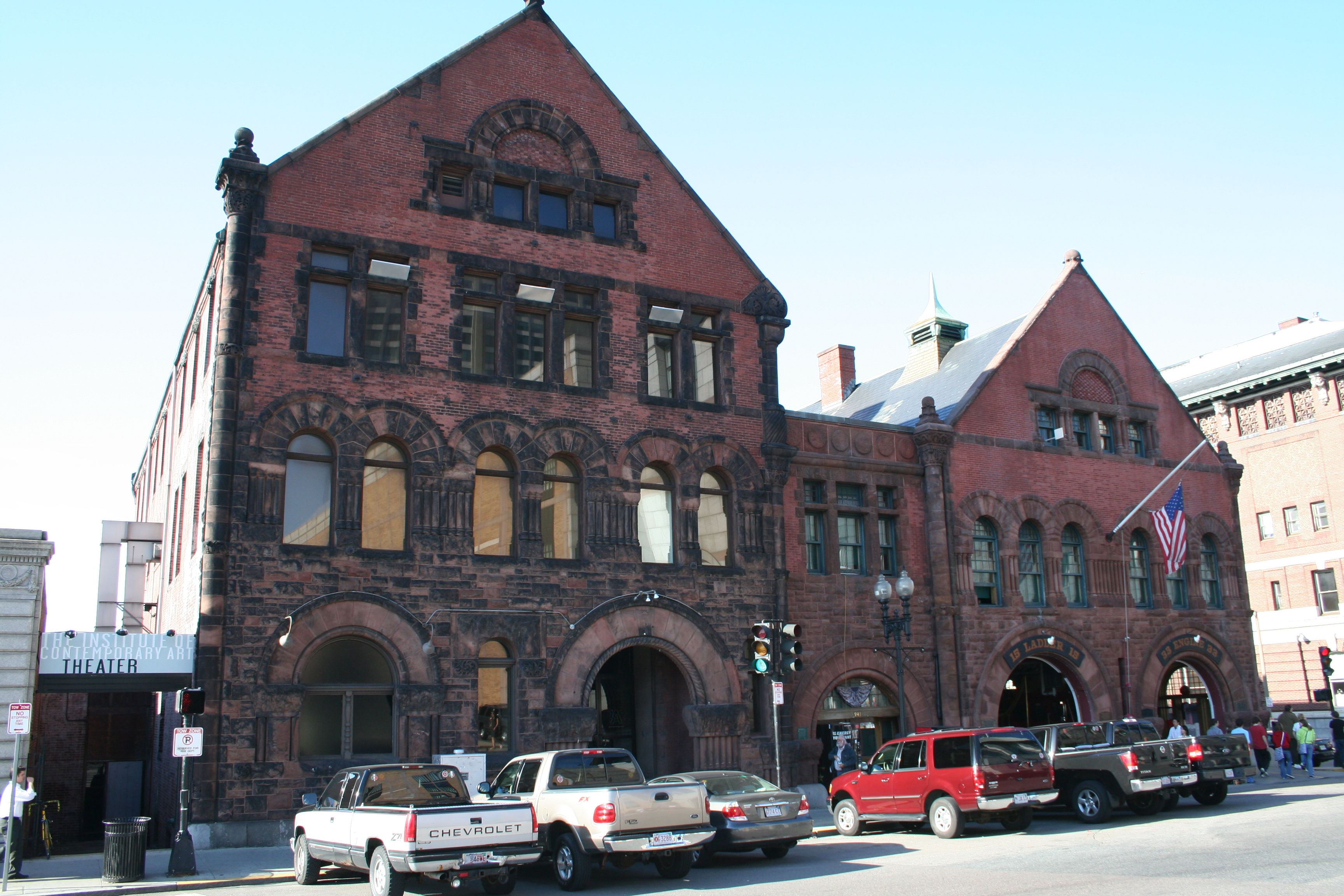
941–955 Boylston Street, Boston, Massachusetts, 1886
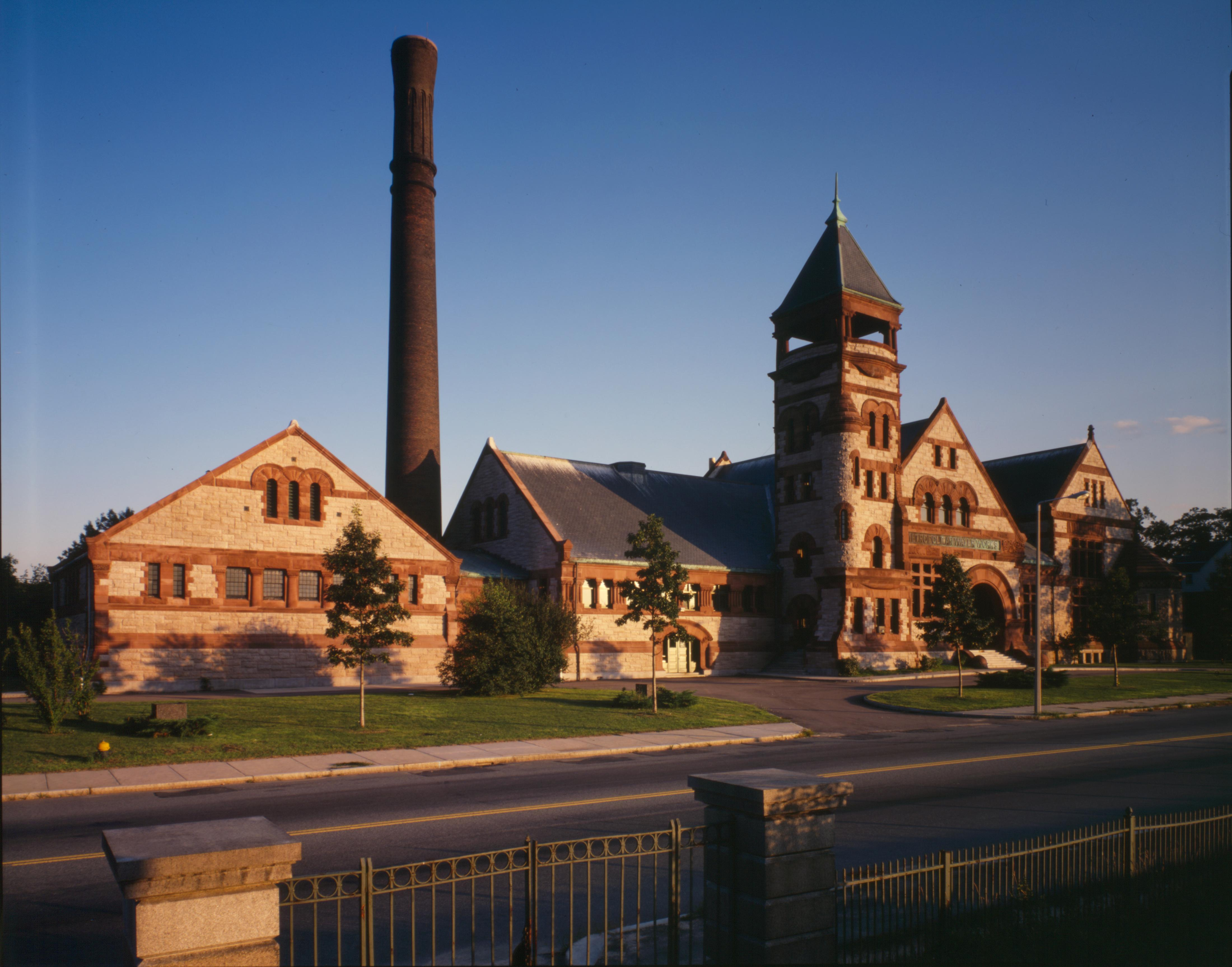
High Service Building en el Embalse Chestnut Hill, Beacon Street, Boston, Massachusetts, 1887
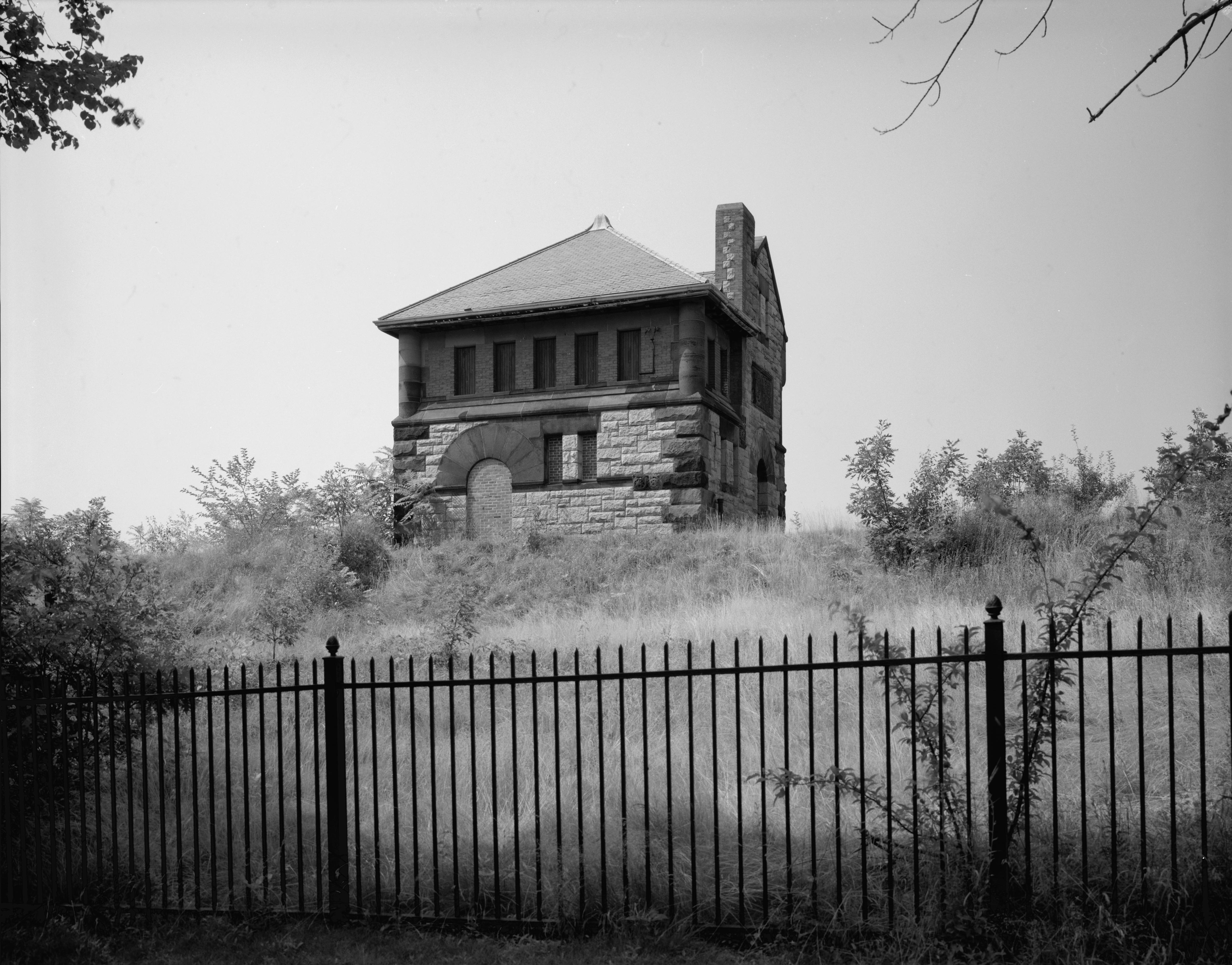
Embalse Fisher Hill, Fisher Avenue, Brookline, Massachusetts, 1887
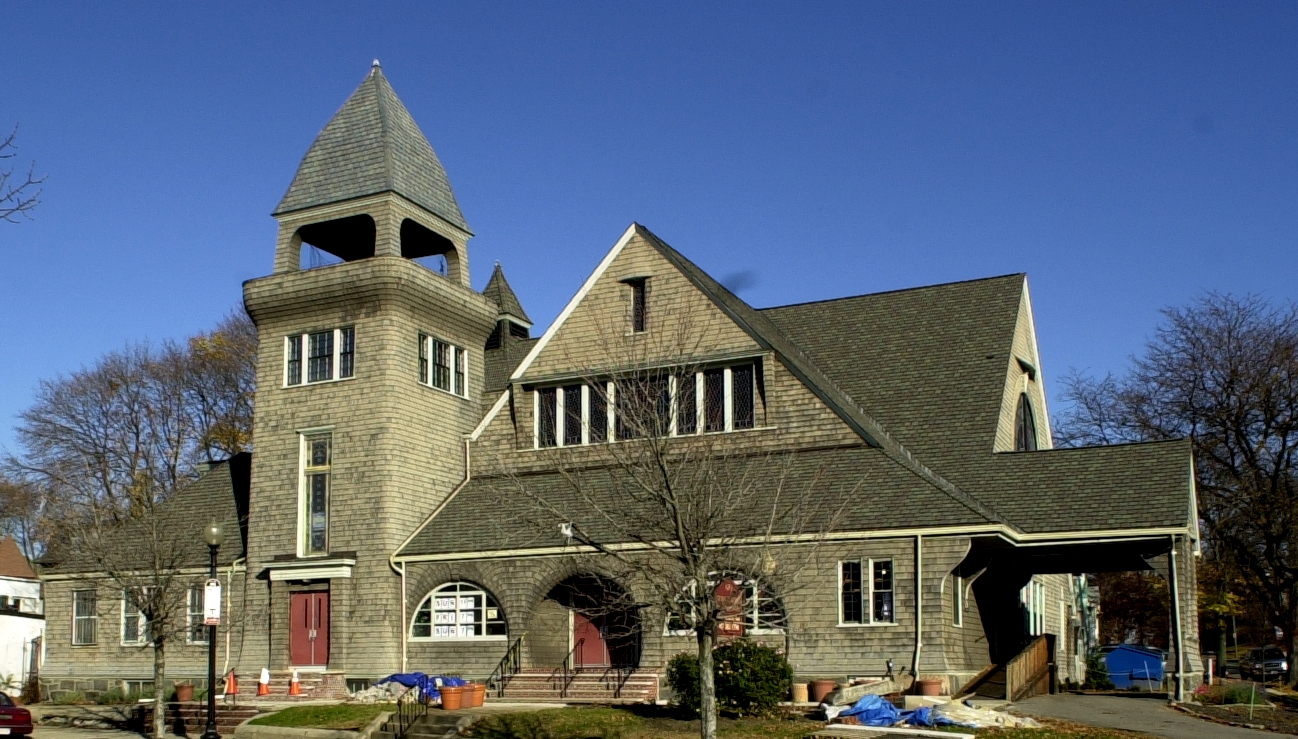
Templo de la Iglesia Bautista de Dorchester, Dorchester, Massachusetts, 1889